# Abborrberget
Abborrberget is een plaats in de gemeente Strängnäs in het landschap Södermanland en de provincie Södermanlands län in Zweden. De plaats heeft 1814 inwoners (2005) en een oppervlakte van 127 hectare. De plaats ligt aan een inham van het Mälarmeer en aan de overkant van deze inham ligt de stad Strängnäs. Er is een brugverbinding tussen beide plaatsen. Abborrberget wordt voornamelijk omringd door bos, maar ten westen van de plaats ligt wat landbouwgrond.